# Wiola (narzędzie)

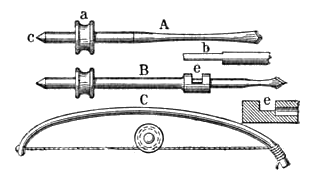
Wiola wraz z wiertłami

Wiola (od wł. viola – skrzypce) – rodzaj świdra stosowanego w rzeźbiarstwie do szczegółowej obróbki kamienia.
Jako rodzaj prymitywnego świdra używana jest do wiercenia w kamieniu niewielkich otworów, np. źrenic oczu, skrętów włosów (loków), małżowin ucha itp. Ostrze wiertła wprawia w ruch obrotowy przyrząd podobny do skrzypcowego smyczka, z którym jest ono połączone ruchomo. Jako narzędzie rzeźbiarskie znana w starożytności – szeroko stosowana w sztuce przez Rzymian, lecz używana już w starożytnym Egipcie. 
W ciągu historycznym jest prawdopodobnie pochodną tzw. świdra ogniowego, używanego przez społeczności pierwotne do rozniecania ognia.